# Canon EF-M
La Canon EF-M è una fotocamera SLR a pellicola 35 mm.

## Caratteristiche
Fu prodotta dalla Canon nel 1991 esclusivamente per il mercato estero ma era disponibile anche in Giappone perché alcuni modelli furono reimportati.
È stata l'unica macchina fotografica reflex non autofocus ad adottare l'attacco Canon EF. Lo schermo di messa a fuoco è quello tipico delle reflex manual focus: immagine spezzata al centro con corona di microprismi.
Il corpo deriva da quello della Canon EOS 1000 ma mancano il display a destra del pentaprisma - al suo posto si trova la ghiera di selezione dei diaframmi - ed il flash incorporato.
Il dorso non è intercambiabile, e non esistono esemplari dotati di dorso datario.
A sinistra è presente la ghiera di selezione dei tempi. La posizione contrassegnata dal fulmine stilizzato simboleggia il synchro-X, ossia il tempo più breve tra quelli che consentono la sincronizzazione del flash elettronico; in questo modello esso corrisponde ad 1/90 di secondo. La posizione A rappresenta invece l'esposizione automatica a priorità dei diaframmi (i tempi sono decisi dalla macchina).
A destra, come anticipato, si trova la ghiera di selezione dei diaframmi. Le opzioni disponibili vanno da f/1 ad f/32 con incrementi di ½ stop. Gli obiettivi con attacco Canon EF sono sprovvisti di ghiera di selezione del diaframma, perché destinati a fotocamere in grado di controllare l'apertura di diaframma direttamente dal corpo macchina.
Anche questa ghiera ha una posizione A, che però serve ad attivare la modalità di esposizione automatica a priorità dei tempi. Posizionando entrambi i selettori su A la fotocamera entra nella modalità di esposizione automatica programmata.
La compensazione dell'esposizione è possibile fino a 2 EV in entrambi i sensi, con intervalli di ½ EV. Per attivarla o variarla è necessario tenere premuto il tastino EXP. COMP. situato vicino al pulsante di scatto, impostare il valore desiderato con i tasti-freccia situati a destra del mirino, ed infine rilasciare il tastino.